# Le braci (Tutino)
Le braci (en español "Las ascuas") es una ópera en un acto del compositor Marco Tutino, con libreto en italiano del propio compositor, basado en la novela El último encuentro, publicada en 1942, del escritor húngaro Sándor Márai. La ópera se estrenó el 9 de octubre de 2014 en la Academia de Música Ferenc Liszt de Budapest.

## Historia
Tras una larga serie de trabajos operísticos, el compositor italiano Marco Tutino quiso enfrentarse a un tema argumental diferente, un tradicional triángulo amoroso que representara al mismo tiempo la caída de un imperio. Recurre para ello a la novela "El último encuentro" ("Las velas arden hasta el final" en su título original húngaro) de Sándor Márai, publicada en 1942, y que narra la historia de dos viejos amigos, militares de finales del siglo XIX, que se reencuentran tras 41 años separados cuando su relación terminó de manera dramática. El propio compositor es el autor del libreto, y crea una partitura ecléctica en la que recurre a distintas técnicas compositivas contemporáneas para crear un fluido estilo dramático.
La ópera se estrenó el 9 de octubre de 2014 en la Academia de Música Ferenc Liszt de Budapest, en la patria de Márai. En diciembre del mismo año se representa en la ciudad húngara de Szeged, mientras en 2015 se estrena en Francia, en Aviñón, el 3 de junio y en Italia, en el seno de la 41.ª edición del Festival della Valle d'Itria de Martina Franca, el 15 de julio. En noviembre del mismo año se representó también en el Maggio Musicale Fiorentino.

## Personajes
| Personaje    | Voz          | Intérprete del estreno (Director: Sándor Gyüdi) |
| ------------ | ------------ | ----------------------------------------------- |
| Henrik       | bajo         | Tamás Altorjay                                  |
| Konrád       | bajo         | Jean-Philippe Biojout                           |
| Joven Henrik | barítono     | Szilveszter Szelpal                             |
| Joven Konrád | tenor        | Tivadar Kiss                                    |
| Kristina     | soprano      | Krisztina Kónya                                 |
| Nini         | mezzosoprano | Boglárka Laczak                                 |

## Argumento
La acción tiene lugar en 1940 y se traslada al pasado en varias ocasiones. 
Estancia del castillo de Henrik, junto a los Cárpatos
Tras 41 años de ausencia, Henrik se entera de que su compañero Kónrad está de regreso, así que le pide a su sirvienta Nini que prepare la misma cena que sirvió la última vez que se vieron. Henrik ha perdido todo el rencor que le tenía, pero todavía necesita saber la verdad de lo que ocurrió aquella última vez que estuvieron juntos.
Comienza un flashback que nos muestra la historia de Henrik y Kónrad. Siendo jóvenes cadetes, Kónrad es herido en un duelo y le dice a su amigo que, como decía su padre, no está hecho para ser militar, porque "es diferente", y le cuenta que su familia es pobre y que lo único que tiene él es la música. 
La acción regresa a 1940. Nini le habla del retrato de Kristina, la mujer de Henrik, que fue retirado por decisión suya. Henrik, extrañado de que aún exista, pide que lo vuelva a colgar en su sitio y revisa la habitación para que todo vuelva a ser como 41 años atrás. Nini le dice que, antes de morir, Kristina le llamó a él. 
Nuevo flashback. El joven Henrik habla con Kristina y se muestra preocupado por su amigo. Ella le dice que es por el concierto, y Kónrad toca al piano una pieza de Chopin, que es un pariente lejano suyo.
La acción regresa a 1940. Llega Kónrad, y los dos ancianos se saludan. Kónrad cuenta que lleva años en los trópicos, y que ya nada le queda en Viena, a diferencia de Henrik, que se mantiene fiel al pasado. Kónrad pregunta cuándo murió Kristina.
Nuevo flashback. En el salón de Henrik, en 1899, Kónrad le regala a Kristina un libro sobre los trópicos, y hablan de la cacería del día siguiente, cuando llegan Henrik. Kónrad se va con la excusa de que necesita descansar para el día siguiente. Kristina le pide a su esposo que se marchen de viaje, que necesita bailes y gente alrededor, pero Henrik le dice que no pueden hacer eso mañana, lo harán pronto. Kristina empieza a leer el libro que le ha regalado Kónrad. 
La acción regresa a 1940. Henrik le dice a su amigo que, durante la cacería, Kónrad intentó matarlo.
Nuevo flashback. Los jóvenes Henrik, kristina y Kónrad están de fiesta. Los dos amigos se muestran seguros de que nada podrá romper su amistad.
La acción regresa a 1940. Kónrad, finalmente, recuerda el momento en el que apuntaba a un ciervo, y cuando el animal desapareció, podía mantener el rifle en alto. Henrik le dice que era un asesinato fácil, ya que no habría testigos.
Nuevo flashback. Kristina escribe en su diario que ella y Kónrad eran iguales, pero él la ha abandonado.
La acción regresa a 1940. Henrik acusa a Kónrad de cobarde por haber huido al día siguiente. No quiere saber si Kristina y él eran amantes, sino cuál es su propia culpa. Saber la verdad es su venganza. Nini les interrumpe para anunciar la cena.
Nuevo flashback. Nini atiende a una moribunda y delirante Kristina. Sin ser consciente de la realidad, Kristilla llama a su marido Henrik. 
La acción regresa a 1940. Henrik le enseña a Kónrad el diario de Kristina y le dice si quiere que lo lean. Como él lo rechaza, Henrik lo arroja al fuego y entonces le hace la primera pregunta: ¿Sabía Kristina que ese día Kónrad iba a intentar matarle?
Nuevo Flashback. Kónrad le dice a Henrik que ha conocido a una chica, y quiere presentársela. Es el momento en el que Henrik y Kristina se conocen. 
La acción regresa a 1940. Henrik dice que odia la música, eso que unió a Kónrad y Kristina. Kónrad le pide que le haga la otra pregunta que tiene pendiente, y Henrik recuerda el día de la cacería. De fondo se representa a Kónrad disparando y matando a Henrik. Kónrad confirma que en realidad ese día mató a Henrik. Los dos amigos se despiden.
Nini le pregunta a Henrik si ya está mejor, y el le responde que sí, ahora que ha oído la verdad, y ya puede morir tranquilo. Henrik se muestra opuesto a la modernidad que destruye los recuerdos, y afirma que no son sino fantasmas en usca de su destino. El resto de personajes aparecen repietiendo la frase de Henrik: "Las brasas deben consumirse hasta el final. No son más que fantasmas". 

## Discografía
| Año  | Reparto (Henrik, Konrád, Joven Henrik, Joven Konrád, Kristina, Nini)                             | Director de Orquesta | Sello discográfico |
| ---- | ------------------------------------------------------------------------------------------------ | -------------------- | ------------------ |
| 2015 | Roberto Scandiuzzi, Alfonso Antoniozzi, Pavol Kuban, Davide Giusti, Angela Nisi, Romina Tomasoni | Francesco Ciluffo    | Dynamic            |